# 妄想科學美少女
《妄想科學美少女》是WonderFarm製作，涵蓋多種媒體的作品。包含動畫、廣播劇CD、漫畫、遊戲等不同媒體。
此外，在動畫播送前，主演聲優組成了團體「綜合果汁」，進行各種促銷活動。
台灣MEGA電影台「妄想科學美少女」2005.9/20一~五晚上10點，全台首播
作品名中的系列一詞，是模仿超人力霸王系列的命名方式，而非系列作。

## 作品簡介
九十九科學是年僅十三歲便具備豐富知識的天才科學家，他靠著各種物理法則、科學理論以及誇張的想像力，企圖不靠石化燃料登陸月球。為了實現目標，九十九科學和助手兼美少女型技術實驗衛星機器人「菊八號」一起進行各種實驗。另一方面，落魄的偶像團體「綜合果汁」為了靠「人類史上第一個在月球上開演唱會的計劃」一躍成名，而擔任九十九博士的實驗者……

## 登場人物
九十九科學（聲優：宮田幸季）
年僅13歲便已學會各種科學技術，取得99種執照與大量研究經費的富有天才少年科學家。為了實現長久以來的夢想「不傷害地球環境的月球旅行」，而設立了私人研究所「Wandaba Style」。認為人類未曾登陸月球。使用尺貫法計算。
菊8號（聲優：清水愛）
九十九科學製造的助手兼美少女型技術實驗衛星機器人。使用尺貫法計算。被設計為會以基本姿勢待機。
名字的由來被認為是日本技術實驗衛星「菊」系列。此外，製作當時人造衛星菊8號尚未升空（2006年12月18日升空）。
一輪（聲優：成田劍）
九十九科學製作的原子動力單輪車，擔任九十九的助手與代步工具。和天真無邪的菊8號相反，個性像管家一樣容易操心。尊稱九十九為「九十九大人」。
在故事中擔任重要角色，但公式網頁都沒有它的資料。
綜合果汁
春野櫻（聲優：森永理科）
前童謠歌手。「綜合果汁」中負責帶動氣氛。身高最矮的成員，外表和個性都很像小孩。
名字的由來被認為是日本的實驗用通信衛星「櫻」系列。
夏輪向日葵（聲優：中原麻衣）
前演歌歌手。「綜合果汁」的領導者。最會唱歌的成員。
名字的由來被認為是日本的氣象衛星「向日葵」系列。
秋茂菖蒲（聲優：齋藤千和）
前民俗歌手。擔任「綜合果汁」作詞。作品中存在著只有她能夠看的到的妖精。個性沉穩的眼鏡娘。
名字的由來被認為是日本的實驗用通信衛星「菖蒲」系列。
冬出百合（聲優：植田佳奈）
前搖滾歌手。負責「綜合果汁」的舞步與舞台。具有絕對音感。外表男性化，個性冷淡。
名字的由來被認為是日本的廣播衛星「百合」系列。
麥克花形（聲優：千葉進步）
「綜合果汁」的經紀人。原本想成為歌手，卻因為極度怯場而放棄。

## 電視動畫

### 製作人員
- 企劃：有栖川ケイ
- 原作・系列構成：六月十三
- 角色原案：ごとP
- 角色設計・總作畫監督：原將治
- 機械設計：中北晃二
- 交通工具設計：宮尾岳
- 美術監督：森元茂
- 色彩設計：植木義則
- 攝影監督：天花寺伸宏
- 劇本：滝晃一、佐藤勝一
- 音響監督：高橋秀雄
- 音樂負責人：井上俊次
- 音樂：TRY FORCE
- 動畫製作：TNK
- 監督：高本宣弘
- 妄想科學考證：東京大學動畫研究會、東京大學新月茶會、理論科學組織妄想科學分會
- 企劃・原作：WonderFarm
- 製作：Wandaba Style製作委員會

### 主題曲
片頭曲「The IJIN-DEN 天才的法則」
歌：綜合果汁、作詞：六月十三、作曲：、編曲：河野陽吾
片尾曲「MOON de GO! GO!」
歌：綜合果汁、作詞：六月十三、作曲：、編曲：河野陽吾

### 各話標題
- 第1話 計劃開始
- 第2話 為碳酸乾杯！
- 第3話 在成層圈高歌！
- 第4話 時速一千六百公里的恐怖
- 第5話 磁力之力！電磁砲！
- 第6話 從困境中瞬間移動！？
- 第7話 It's show time
- 第8話 FLY ME TO THE MOON
- 第9話 LIVE or LIFE?!
- 第10話 生還
- 第11話 來自遙遠星球的幸子
- 第12話 妄想超越科學

## 播放電視台
| 播放地區 | 播放電視台   | 播放期間                        | 播放時段                                  | 播放類別 |
| -------- | ------------ | ------------------------------- | ----------------------------------------- | -------- |
| 埼玉縣   | 埼玉電視台   | 2003年4月5日 - 6月21日          | 星期六 24:40 - 25:10                      | UHF系    |
| 千葉縣   | 千葉電視台   | 2003年4月6日 -                  | 星期日 24:00 - 24:30                      | UHF系    |
| 兵庫縣   | SUN電視台    | 2003年4月7日 -                  | 星期一 24:00 - 24:30                      | UHF系    |
| 神奈川縣 | 神奈川電視台 | 2003年4月7日 -                  | 星期一 24:05 - 24:35                      | UHF系    |
| 三重縣   | 三重電視台   | 2003年4月7日 -                  | 星期一 24:30 - 25:00                      | UHF系    |
| 全國播放 | KIDS STATION | 2003年4月14日 - 2003年4月18日 - | 星期一 24:00 - 24:30 星期五 24:30 - 25:00 | CS放送   |

## 遊戲
- 妄想科學美少女 ～突擊！綜合果汁～

PlayStation 2的音樂遊戲。D3 Publisher出版的Simple2000系列之一。2003年8月28日發售。初回版的DX Mix Pack（7140日圓）附有OVA（第0話）《綜合果汁的製作方式》。

## CD
- 獻給少女…　（Lantis、LACM-4079）
  - 綜合果汁出道單曲
- 綜合果汁 Vocal Variety Album 宇宙百華（Lantis、LACA-5164）
  - 角色單曲集
- The IJIN-DEN 天才的法則　（Lantis、LACM-4092）
  - 動畫片頭曲
- 妄想科學美少女 Original Sound Track「This is Wandaba Style」　（Lantis、LACA-5170）
- 妄想科學美少女 廣播劇 It's show time　（Lantis、LACA-5178）
  - 收錄菊8號的角色單曲「Robot Girl」
- 妄想科學美少女 突擊！綜合果汁 Vocal Album（Lantis、FCCT-0009）
  - PS2遊戲版的歌曲集

## 相關節目
在Animate TV播放的網路電視節目。
播放時間：2002年10月～2003年3月
主演者：中原麻衣、植田佳奈、齋藤千和、森永理科

## 外部連結
- 官方網站（WonderFarm）（页面存档备份，存于）
- 官方網站（Media Factory）（页面存档备份，存于）
- 官方網站（KIDS STATION）
- 遊戲官方網站（D3 Publisher）（页面存档备份，存于）